# Anna Galiena
Anna Galiena, född 22 december 1954 i Rom, är en italiensk skådespelerska.

## Roller i urval
- 1985 – Modellmorden
- 1990 – Hårfrisörskans make
- 1992 – Ät mej!
- 1993 – Den stora pumpan
- 1993 – En mänsklig historia
- 1994 – Inpå bara huden
- 1995 – La scuola
- 1998 – The Leading Man
- 2002 – Senso '45
- 2007 – Virgin Territory
- 2016 – Galna av lycka
- 2024 – Emily in Paris (TV-serie)